# Il progetto dell'ingegner Prajt
Il progetto dell'ingegner Prajt (Проект инженера Прайта, Proekt inženera Prajta) è un cortometraggio muto del 1918 diretto da Lev Kulešov.